# Jordan Brown (snookerspeler)
Jordan Brown (Antrim, 9 oktober 1987) is een Noord-Iers professioneel snookerspeler. Zijn bijnaam is Bomber Brown. In 2021 won hij het Welsh Open. Hij versloeg in een spannende finale Ronnie O'Sullivan met 9-8.

Brown had een tourkaart in het seizoen 2009 / 2010, maar pas in 2018 verkreeg hij opnieuw een tourkaart door zich te plaatsen via Q-School. In de German Masters 2020 haalde hij de kwartfinale.

## Belangrijkste resultaten

### Rankingtitels
| #  | Seizoen     | Toernooi        | Verliezend finalist | Verliezend finalist | Score |
| -- | ----------- | --------------- | ------------------- | ------------------- | ----- |
| 1. | 2020 / 2021 | Welsh Open 2021 | Ronnie O'Sullivan   | ENG                 | 9-8   |

### Wereldkampioenschap
Hoofdtoernooi (laatste 32 of beter):
| #  | Seizoen     | Editie  | Prestatie  | Extra                           |
| -- | ----------- | ------- | ---------- | ------------------------------- |
| 1. | 2019 / 2020 | WK 2020 | Laatste 32 | Verloor met 10-6 van Mark Selby |